# マルティン・パスクアル
マルティン・パスクアル・カスティージョ（Martín Pascual Castillo、1999年8月4日 - ）は、スペイン・マドリード出身のサッカー選手。ラージョ・バジェカーノ所属。ポジションはDF。

## クラブ経歴
2017年にラージョ・バジェカーノのカンテラへ入団し、2019年8月17日、セグンダ・ディビシオンのCDミランデス戦でトップチームデビューを果たした。
2021-22シーズンからは経験を積むためにビジャレアルCF Bへ、翌シーズンはUDイビサへレンタル移籍をした。